# جاكوي
جاكْوِي هي بلدية في ولاية ميناس جرايس في المنطقة الجنوبية الشرقية من البرازيل.   

## أصل التسمية
نشأت تسمية "Jacuí" من لغة توبي îaku'y ، وهو ما يعني «نهر غوان» (îaku ، «غوان» + ' y ، «نهر»).

## تاريخ
بين عامي 1700 و 1750، هلك الهنود الحمر في كايابو، الذين سكنوا المنطقة، من قبل الغزاة من أصل أوروبي. بين عامي 1747 و 1750، كان دور الكويلومبو، الذي يزخر بالمنطقة، قد أهلكه بارتولوميو بوينو دو برادو. في عام 1750، أسس حارس ولاية ميناس جيرايس ريو فيردي، فرانشيسكو مارتينز لوستوسا (ولد في سانتياغو دي لوستوسا، في أسقفية براغا) جاسوي. حوالي عام 1755، تم العثور على الذهب في المنطقة، والتي جذبت أعدادًا كبيرة من المنقبين. أنشأ التاج البرتغالي في المنطقة «السجلات المالية» و «الممرات النهرية» لفرض ضريبة على الذهب. في عام 1798، كانت جاسوي وكامباني واياورووكا هي المستوطنات الرئيسية الثلاثة لقرية ساو جواو ديل ري.
في عام 1801، ولد اونوريو ايرميتو كارنيرو ليو في جاسوي، الذي أصبح فيما بعد رجل دولة وسياسيًا مهمًا في العصر الإمبراطوري. في عام 1814، تحررت أبرشية «ساو بيدرو دي القنطرة دو جاكوهي» من بلدة كامباني دا براسيسا وغيرت اسمها إلى «ساو كارلوس دو جاسوي». في عام 1869 تم رفع جاكوهي إلى فئة المدينة. ولكن في العام التالي، تم تخفيض رتبتها إلى أقضية تابعة لساو سيباستياو دو بارايسو. في عام 1881، انفصلت جاكوهي ساو سيباستياو دو بارايسو وأصبحت بلدية مستقلة.